# Liste der Einträge im National Register of Historic Places im Greene County (Missouri)

Lage des Greene County in Missouri

Die Liste der Einträge im National Register of Historic Places im Greene County in Missouri führt die Bauwerke und historischen Stätten im Greene County auf, die in das National Register of Historic Places aufgenommen wurden.

## Legende
| NRHP | Historic Place    |
| HD   | Historic District |

## Aktuelle Einträge
| [ 3 ] | Name                                                   | Bild                                           | Eintragsdatum                 | Lage | Ort         | Beschreibung                      |
| ----- | ------------------------------------------------------ | ---------------------------------------------- | ----------------------------- | --- | ----------- | --------------------------------- |
| 1     | Abou Ben Adhem Shrine Mosque                           | Abou Ben Adhem Shrine Mosque                   | 1982 ID-Nr. 82003137          | 601 East St. Louis Street 37° 12′ 34″ N, 93° 17′ 10″ W | Springfield |                                   |
| 2     | Ambassador Apartments                                  | Ambassador Apartments                          | 2008 ID-Nr. 08001023          | 1235 East Elm Street 37° 12′ 19,6″ N, 93° 16′ 28,4″ W | Springfield |                                   |
| 3     | Elijah Teague Anderson House                           | Elijah Teague Anderson House                   | 1980 ID-Nr. 80002353          | 406 North Pine Street 37° 7′ 22″ N, 93° 28′ 44″ W | Republic    |                                   |
| 4     | Bentley House                                          | Bentley House                                  | 1980 ID-Nr. 80002354          | 603 East Calhoun Street 37° 13′ 21″ N, 93° 17′ 6″ W | Springfield |                                   |
| 5     | Benton Avenue AME Church                               | Benton Avenue AME Church                       | 2001 ID-Nr. 01001109          | 830 North Benton Avenue 37° 13′ 2″ N, 93° 17′ 14″ W | Springfield |                                   |
| 6     | Berry Cemetery                                         | Berry Cemetery                                 | 2004 ID-Nr. 04001224          | 1431 West Farm Road 74 37° 19′ 26″ N, 93° 36′ 0″ W | Ash Grove   |                                   |
| 7     | Boegel and Hine Flour Mill-Wommack Mill                | Boegel and Hine Flour Mill-Wommack Mill        | 1986 ID-Nr. 86003140          | North Main Street südlich der Einmündung in die MO 125 37° 22′ 59″ N, 93° 9′ 1″ W | Fair Grove  |                                   |
| 8     | Nathan Boone House                                     |                                                | 1969 ID-Nr. 69000103          | {Rund 3 km nördlich von Ash Grove 37° 20′ 46″ N, 93° 34′ 35″ W | Ash Grove   |                                   |
| 9     | Camp Manor Apartments                                  | Camp Manor Apartments                          | 2005 ID-Nr. 05001374          | 423 East Elm Street 37° 12′ 18″ N, 93° 17′ 21″ W | Springfield |                                   |
| 10    | Campbell Avenue Historic District                      |                                                | 1999 ID-Nr. 99000714          | Blöcke 200 und 300 der South Campbell Avenue sowie Block 300 Park Central West; Erweiterung um 318 und 322-326 South Campbell Avenue 37° 12′ 30″ N, 93° 17′ 38″ W | Springfield | Erweiterung im Jahr 2005          |
| 11    | Christ Episcopal Church                                | Christ Episcopal Church                        | 1987 ID-Nr. 87000514          | 601 East Walnut Street 37° 12′ 25″ N, 93° 17′ 11″ W | Springfield |                                   |
| 12    | College Apartments                                     | College Apartments                             | 2003 ID-Nr. 03000319          | 408 East Walnut Street 37° 12′ 31″ N, 93° 17′ 20″ W | Springfield |                                   |
| 13    | Commercial Street Historic District                    | Commercial Street Historic District            | 1983 ID-Nr. 83000991          | Commercial Street 37° 13′ 47″ N, 93° 17′ 23″ W | Springfield |                                   |
| 14    | Day House                                              | Day House                                      | 1976 ID-Nr. 76001110          | 614 South Street 37° 12′ 12″ N, 93° 17′ 31″ W | Springfield |                                   |
| 15    | Fallin Brothers Building                               | Fallin Brothers Building                       | 2012 ID-Nr. 12000435          | 211-229 South Market Avenue 37° 12′ 29,9″ N, 93° 17′ 44,2″ W | Springfield | Teil der Springfield MPS          |
| 16    | Finkbiner Building                                     | Finkbiner Building                             | 2005 ID-Nr. 05000469          | 509-513 West Oliver Street 37° 12′ 43″ N, 93° 17′ 46″ W | Springfield |                                   |
| 17    | Franklin Springfield Motor Co. Building                | Franklin Springfield Motor Co. Building        | 2006 ID-Nr. 06001027          | 312-314 East Olive Street 37° 12′ 40″ N, 93° 17′ 26″ W | Springfield |                                   |
| 18    | Gillioz Theater                                        | Gillioz Theater                                | 1991 ID-Nr. 91000887          | 325 Park Central East 37° 12′ 30″ N, 93° 17′ 20″ W | Springfield |                                   |
| 19    | Gilmore Barn                                           | Gilmore Barn                                   | 1994 ID-Nr. 94000316          | Östlich von Ash Grove am US 160 37° 19′ 24″ N, 93° 30′ 43″ W | Ash Grove   |                                   |
| 20    | Gottfried Furniture Company Building                   | Gottfried Furniture Company Building           | 2007 ID-Nr. 07001289          | 326 Boonville Avenue 37° 12′ 45″ N, 93° 17′ 31″ W | Springfield |                                   |
| 21    | Greene County Courthouse                               | Greene County Courthouse                       | 2007 ID-Nr. 07001185          | 940 Boonville Avenue 37° 13′ 12″ N, 93° 17′ 31″ W | Springfield |                                   |
| 22    | Heer's Department Store                                | Heer's Department Store                        | 2002 ID-Nr. 02001207          | 138 Park Central Square 37° 12′ 33″ N, 93° 17′ 34″ W | Springfield |                                   |
| 23    | Holland Building                                       | Holland Building                               | 2000 ID-Nr. 00001373          | 205 Park Central East 37° 12′ 33″ N, 93° 17′ 28″ W | Springfield |                                   |
| 24    | Hotel Sansone                                          |                                                | 2000 ID-Nr. 00000430          | 312 Park Central East 37° 12′ 32″ N, 93° 17′ 25″ W | Springfield |                                   |
| 25    | Jefferson Street Footbridge                            | Jefferson Street Footbridge                    | 2003 ID-Nr. 03000865          | Jefferson Avenue zwischen Commercial Street und Chase Street 37° 13′ 58″ N, 93° 17′ 21″ W | Springfield |                                   |
| 26    | Keet-McElhany House                                    | Keet-McElhany House                            | 1984 ID-Nr. 84002545          | 435 East Walnut Street 37° 12′ 24″ N, 93° 17′ 20″ W | Springfield |                                   |
| 27    | J.E. King Manufacturing Company                        | J.E. King Manufacturing Company                | 2005 ID-Nr. 05000751          | 1350 St. Louis Street 37° 12′ 7″ N, 93° 17′ 57″ W | Springfield |                                   |
| 28    | Robert B. and Vitae A. Kite Apartment Building         | Robert B. and Vitae A. Kite Apartment Building | 2004 ID-Nr. 03001504          | 769-771 South Avenue 37° 12′ 9″ N, 93° 17′ 34″ W | Springfield |                                   |
| 29    | Landers Theater                                        | Landers Theater                                | 1977 ID-Nr. 77000806          | 311 East Walnut Street 37° 12′ 26″ N, 93° 17′ 27″ W | Springfield |                                   |
| 30    | Lincoln School                                         | Lincoln School                                 | 2000 ID-Nr. 00000508          | 815 North Sherman Avenue 37° 13′ 0″ N, 93° 16′ 53″ W | Springfield |                                   |
| 31    | Marquette Hotel                                        | Marquette Hotel                                | 2000 ID-Nr. 00000431          | 400 East Walnut Street 37° 12′ 25″ N, 93° 17′ 21″ W | Springfield |                                   |
| 32    | Marx-Hurlburt Building                                 |                                                | 2003 ID-Nr. 03000864          | 311-315 East Park Central Square 37° 12′ 40″ N, 93° 17′ 26″ W | Springfield |                                   |
| 33    | Mid-Town Historic District                             |                                                | 1989 ID-Nr. 89000938          | Abgegrenzt durch Pacific Street, Clay Street, Pythian Street, Summit Street, Calhoun Street, Washington Street, Central Street, Benton Street, Division Street und Jefferson Street; Erweitert um North Robberson Avenue und N. Jefferson Avenue 37° 13′ 22″ N, 93° 17′ 6″ W | Springfield | Erweiterung im Jahr 2002          |
| 34    | Netter-Ullman Building                                 |                                                | 2003 ID-Nr. 03000255          | 317 Park Central East 37° 12′ 40″ N, 93° 17′ 15″ W | Springfield |                                   |
| 35    | D.M. Oberman Manufacturing Co. Building                | D.M. Oberman Manufacturing Co. Building        | 2002 ID-Nr. 02000379          | 600 North Boonville Avenue 37° 12′ 58″ N, 93° 17′ 31″ W | Springfield |                                   |
| 36    | Old Calaboose                                          | Old Calaboose                                  | 1980 ID-Nr. 80002355          | 409 West McDaniel Street 37° 12′ 30″ N, 93° 17′ 40″ W | Springfield |                                   |
| 37    | Palace Hotel                                           | Palace Hotel                                   | 2002 ID-Nr. 02001419          | 501 College Street 37° 12′ 40″ N, 93° 17′ 44″ W | Springfield |                                   |
| 38    | Pearl Apartments and Windsor Apartments                |                                                | 2005 ID-Nr. 05001376          | 728 und 722 South Jefferson Street 37° 12′ 7″ N, 93° 17′ 21″ W | Springfield |                                   |
| 39    | Pearson Creek Archeological District                   |                                                | 1978 ID-Nr. 78001647          | Adresse nicht veröffentlicht | Springfield |                                   |
| 40    | Producers Produce Company Plant                        |                                                | 2010 ID-Nr. 10000181          | 501 North Main Avenue 37° 7′ 26,2″ N, 93° 28′ 49,4″ W | Springfield |                                   |
| 41    | Pythian Home of Missouri                               | Pythian Home of Missouri                       | 2009 ID-Nr. 09000812          | 1451 East Pythian Street 37° 13′ 17,2″ N, 93° 16′ 7,2″ W | Springfield |                                   |
| 42    | Rail Haven Motel                                       | Rail Haven Motel                               | 2010 ID-Nr. 10000245          | 203 South Glenstone Avenue 37° 12′ 30,4″ N, 93° 15′ 45,6″ W | Springfield |                                   |
| 43    | Rock Fountain Court Historic District                  |                                                | 2003 ID-Nr. 03000179          | 2400 West College Street 37° 12′ 31″ N, 93° 19′ 28″ W | Springfield |                                   |
| 44    | Route 66 Steak 'n Shake                                | Route 66 Steak 'n Shake                        | 2012 ID-Nr. 12000462          | 1158 East St. Louis Street 37° 12′ 33,6″ N, 93° 16′ 35,2″ W | Springfield | Teil der Route 66 in Missouri MPS |
| 45    | St. John's Mercy Hospital Building                     |                                                | 2003 ID-Nr. 03000867          | 620 West Scott Street 37° 13′ 17″ N, 93° 17′ 49″ W | Springfield |                                   |
| 46    | St. Paul Block                                         |                                                | 2009 ID-Nr. 08001322          | 401 South Avenue 37° 12′ 25,5″ N, 93° 17′ 32,5″ W | Springfield |                                   |
| 47    | Henry Schneider Building                               | Henry Schneider Building                       | 2006 ID-Nr. 06000535          | 600 College Street und 219-231 South Main Avenue 37° 12′ 38″ N, 93° 17′ 50″ W | Springfield |                                   |
| 48    | South Avenue Commercial Historic District              |                                                | 1999 ID-Nr. 99000713          | Walnut Street und Pershing Street südlich der South Avenue und der Robberson Avenue 37° 12′ 23″ N, 93° 17′ 30″ W | Springfield |                                   |
| 49    | South-McDaniel-Patton Commercial Historic District     |                                                | 2003 ID-Nr. 03000088          | Abgegrenzt durch South Campbell Avenue, West McDaniel Street, South Avenue und West Walnut Street 37° 12′ 34″ N, 93° 17′ 35″ W | Springfield |                                   |
| 50    | Springfield Furniture Company                          |                                                | 2006 ID-Nr. 06000536          | 601 North National Street 37° 12′ 58″ N, 93° 16′ 35″ W | Springfield |                                   |
| 51    | Springfield Grocer Company Warehouse                   |                                                | 2010 ID-Nr. 10000462          | 323 North Patton Avenue 37° 12′ 38″ N, 93° 17′ 37″ W | Springfield |                                   |
| 52    | Springfield National Cemetery                          | Springfield National Cemetery                  | 1999 ID-Nr. 99001045          | 1702 East Seminole Street 37° 10′ 12″ N, 93° 15′ 51″ W | Springfield |                                   |
| 53    | Springfield Public Square Historic District            | Springfield Public Square Historic District    | 2006 ID-Nr. 06000331          | 149, 138, 137, 134, 127, 132, 124 und 122 Park Central Square, 219 und 221 South Avenue 37° 12′ 40″ N, 93° 17′ 34″ W | Springfield | Erweiterung im Jahr 2010          |
| 54    | Springfield Seed Co. Office and Warehouse              | Springfield Seed Co. Office and Warehouse      | 2006 ID-Nr. 06000863          | 319 North Main Avenue 37° 12′ 44″ N, 93° 17′ 49″ W | Springfield |                                   |
| 55    | Springfield Warehouse and Industrial Historic District |                                                | 1999 ID-Nr. 99000715          | East Water Street, West Mill Street, West Phelps Street und Boonville Avenue 37° 12′ 41″ N, 93° 17′ 30″ W | Springfield |                                   |
| 56    | Stone Chapel                                           | Stone Chapel                                   | 1982 ID-Nr. 82000583          | Benton Street Ecke Central Street 37° 13′ 4″ N, 93° 17′ 13″ W | Springfield |                                   |
| 57    | U.S. Customhouse and Post Office                       | U.S. Customhouse and Post Office               | 1979 ID-Nr. 79001360          | 830 Boonville Avenue 37° 12′ 57″ N, 93° 17′ 31″ W | Springfield |                                   |
| 58    | Walnut Street Commercial Historic District             |                                                | 1999 ID-Nr. 99000717          | Walnut Street 37° 12′ 26″ N, 93° 17′ 27″ W | Springfield |                                   |
| 59    | Walnut Street Historic District                        |                                                | 1985 ID-Nr. 85000623          | Abgegrenzt durch McDaniel Street, Walnut Street, Elm Street und Sherman Parkway; Erweitert um die Blöcke 700 und 800 East Walnut Street 37° 12′ 24″ N, 93° 15′ 59″ W | Springfield | Erweiterung im Jahr 2002          |
| 60    | West Walnut Street Commercial Historic District        |                                                | 2002 ID-Nr. 02000211          | Abgegrenzt durch die Blöcke 300 und 400 blocks der West Walnut Street sowie die Böcke 300 und 400 der South Campbell Avenue 37° 12′ 32″ N, 93° 17′ 40″ W | Springfield |                                   |
| 61    | E. M. Wilhoit Building                                 | E. M. Wilhoit Building                         | 2005 ID-Nr. 04001576          | 300-330 East Pershing Street 37° 12′ 29″ N, 93° 17′ 25″ W | Springfield |                                   |
| 62    | Edward M. and Della C. Wilhoit House                   | Edward M. and Della C. Wilhoit House           | 23. Dez. 2004 ID-Nr. 04001384 | 903 South Weller Avenue 37° 12′ 0″ N, 93° 16′ 7″ W | Springfield |                                   |
| 63    | Wilson's Creek National Battlefield                    | Wilson's Creek National Battlefield            | 1966 ID-Nr. 66000113          | Südwestlich von Springfield an der MO 174 37° 6′ 6″ N, 93° 24′ 31″ W | Springfield |                                   |
| 64    | Wise Feed Company Building                             | Wise Feed Company Building                     | 2003 ID-Nr. 02001685          | 438-440 South Campbell Avenue 37° 12′ 20″ N, 93° 17′ 34″ W | Springfield |                                   |
| 65    | Woods-Evertz Stove Company Historic District           | Woods-Evertz Stove Company Historic District   | 2003 ID-Nr. 03001071          | Abgegrenzt durch North Jefferson Avenue, East Phelps Street, North Robberson Avenue und East Tampa Street 37° 12′ 55″ N, 93° 17′ 26″ W | Springfield |                                   |

## Frühere Einträge
| [ 3 ] | Name                  | Bild | Eintragsdatum        | Lage                                                       | Ort         | Beschreibung |
| ----- | --------------------- | ---- | -------------------- | ---------------------------------------------------------- | ----------- | ------------ |
| 1     | Second Baptist Church |      | 2001 ID-Nr. 00001620 | 729 North Washington Street 37° 12′ 56,9″ N, 93° 17′ 11″ W | Springfield |              |